# Daphna Poznanski-Benhamou
Daphna Poznanski-Benhamou (nascida a 3 de junho de 1950) é uma política francesa que representou o oitavo distrito eleitoral para residentes franceses no exterior na Assembleia Nacional de 2012 a 2013.